# Ерих Волфганг Корнголд
Ерих Волфганг Корнголд (Брно, 29. мај 1897 — Лос Анђелес, 29. новембар 1957) био је амерички композитор и диригент аустријског порекла. Као чудо од детета, постао је један од најважнијих и најутицајнијих композитора у историји Холивуда. Био је запажени пијаниста и композитор класичне музике, заједно са музиком за холивудске филмове, и први композитор међународног раста који је написао холивудске партитуре.
Када је имао једанаест година, његов балет Der Schneemann, постао је сензација у Бечу, након чега је уследила његова друга соната за клавир коју је написао са тринаест година, а играо ју је Артур Шнабел широм Европе. Његове опере Violanta и Der Ring des Polykrates премијерно су изведене у Минхену 1916. године под диригентским вођством Бруна Валтера. Са двадесет и три године његова опера Die tote Stadt премијерно је изведена у Хамбургу и Келну. Године 1921. дириговао је хамбуршкој опери. Током 1920-их режирао је, реорганизовао и скоро рекомпоновао за позориште оперете Јохана Штрауса Млађег. До 1931. био је професор музике на Бечкој државној академији.
На захтев редитеља Макса Ренарта и због успона Трећег рајха, Корнголд се 1934. преселио у САД да би написао музичке партитуре за филмове. Први је био A Midsummer Night's Dream (1935), који је критика добро прихватила. После тога написао је партитуре за филмове као што је Крвави капетан (1935), који су помогли јачању каријере новог глумца, Ерола Флина. Његов Anthony Adverse (1936) добио је Оскара, а две године касније још једног за Авантуре Робина Худа (1938).
Написао је партитуру за шеснаест холивудских филмова, добивши још две номинације. Заједно са Максом Штајнером и Алфредом Њуменом, један је од оснивача филмске музике. Иако његове каснокласичне романтичарске композиције више нису биле толико популарне када је умро 1957. године, његова музика је пробудила интересовање 1970-их почев од издавања албума RCA Red Seal Records ТThe Sea Hawk: the Classic Film Scores of Erich Wolfgang Korngold (1972). Овај албум је био изузетно популаран и изазвао је интересовање за његову другу филмску музику (и друге композиторе попут Штајнера) и за његову концертну музику, која је често укључивала популарне теме из његових филмских партитура (пример је виолински концерт у Д, оп. 35, део стандардног репертоара).

## Биографија
Рођен је 29. маја 1897. у Брну, у јеврејској породици, као други син угледног музичког критичара Јулиуса Корнголда. Његов старији брат Ханс Роберт (1892—1965) је такође био музичар. Као чудо од детета, Ерих је са пет година свирао клавирске аранжмане заједно са оцем. Такође је успео да репродукује било коју мелодију коју је чуо на клавиру, заједно са свирањем комплетних и сложених акорда. До седме године је писао оригиналну музику.
Играо је своју кантату Gold за Густава Малера 1909, који га је назвао „музичким генијем” и препоручио му је да учи код композитора Александра фон Землинског. Рихард Штраус је такође похвално говорио о омладини, а заједно са Малером рекао је Корнголдијевом оцу да није било користи од тога што се његов син уписао на музички конзерваторијум, јер су његове способности већ годинама биле испред онога што је тамо могао научити.
Са једанаест година компонује свој балет Der Schneemann, који постаје сензација када се изводи у Бечкој државној опери 1910. године, укључујући и командну представу за цара Франца Јозефа. Компоновао је са великим успехом током својих тинејџерских дана. Са дванаест година компоновао је клавирски трио. Његову сонату за клавир бр. 2 у Е-дуру, која је уследила, свирао је Артур Шнабел широм Европе. Током ових раних година правио је и свирачке клавирске музичке инструменте за свирачки систем Hupfeld DEA и систем Phonola, као и за систем Aeolian Duo-Art, који данас опстају и могу се чути.
Корнголд је написао своју прву оркестарску партитуру, Schauspiel-Ouvertüre, када је имао 14 година. Његова Sinfonietta појавила се следеће године, а прве две опере, Der Ring des Polykrates и Violanta, 1914. Године 1916. написао је песме, камерна дела и успутну музику, укључујући Much Ado About Nothing, која се такмичила за неких осамдесет представа у Бечу.
Године 1924. се оженио Лузи Корнголд (1900—1962), глумицом, певачицом и пијанисткињом, у коју се заљубио са деветнаест година. Имали су двоје деце, Ерна Вернера и Џорџа. Лузијева биографија њеног супруга објављена је 1967.
Године 1943. Корнголд је постао натурализовани држављанин Сједињених Америчких Држава. Година 1945. је била важна прекретница у његовом животу. Његов отац, којем никада није било пријатно у Лос Анђелесу и који никада није одобрио Ерихову одлуку да ради искључиво на филмској композицији, умро је након дуже болести. Отприлике у исто време, Други светски рат у Европи се привео крају. У овој фази своје каријере Корнголд је постајао све више разочаран у Холивуд и слике које му се дају, и био је нестрпљив да се врати писању музике за концертну дворану и сцену.
У октобру 1956. претрпео је тежак мождани удар и иако се делимично опоравио, претрпео је многе физичке и емоционалне потешкоће пре своје смрти 29. новембра 1957. у Лос Анђелесу.

## Каријера у Европи
Био је активан у позоришту широм Европе док је имао двадесет година. После успеха његове опере Die tote Stadt, коју је дириговао у многим оперским кућама, развио је страст према музици Јохана Штрауса Млађег и успео да ексхумира низ изгубљених партитура. Оркестрирао их је и поставио на сцену користећи нове концепте. A Night in Venice и Cagliostro in Vienna су Корнголдијеве креације, које су прве скренуле његову пажњу Максу Ренарту.
До овог тренутка Корнголд је достигао врхунац славе као композитор оперске и концертне музике. Композитори попут Рихарда Штрауса и Ђакома Пучинија набацивали су му похвале, а многи познати диригенти, солисти и певачи додавали су његова дела на свој репертоар. Почео је да сарађује са Рајнхартом у многим продукцијама, укључујући колекцију мало познатих Штраусових комада које су они приредили, Waltzes From Vienna. Преименован је у The Great Waltz и постао је основа за британски филм из 1934. у режији Алфреда Хичкока и истоимени филм у САД, у којем је глумила Луиза Рајнер. Корнголд је извео инсцениране верзије у Лос Анђелесу 1949. и 1953.
Завршио је клавирски концерт за пијанисту Пол Витгенштајн 1923. и његову четврту оперу Das Wunder der Heliane четири године касније. Почео је да аранжира и диригује оперете Јохана Штрауса Млађег и других док је предавао оперу и композицију у бечкој државној академији. Корнголда је председник Аустрије одликовао почасном дипломом.

## Композитор холивудских филмова

### Сан летње ноћи(1935)
Након успеха Макса Ренарта у продукцији Шекспировог Сана летње ноћи за сцену, користећи успутну музику Феликса Менделсона, позвао је Корнголда у Холивуд 1934. године да прилагоди Менделсонову партитуру за планирану филмску верзију. Корнголд би такође повећао и дириговао партитуру.
Филм објављен 1935. године први је за студио Warner Bros, заснован на 400 година старом делу књижевне уметности. Студио је доделио скоро свакој звезди или карактерном глумцу по уговору да учествују у филму, а снимање је трајало више од шест месеци. Студио је такође дозволио Корнголду да више пажње посвети партитури него било ком од својих претходних филмова; могао је унапред да сними неке делове филма у корист глумаца, које је потом понашао према ритму и темпу музике. Као резултат детаљног кројења партитуре, филм и Корнголдова музика оставили су снажан утисак на филмску индустрију.
Корнголд се вратио у Аустрију да заврши Die Kathrin. Вратио се у Холивуд како би снимио филм Give Us This Night, са текстописцем Оскаром Хамерштајном II, филмом који је представио мецосопран Гледис Свартаут и тенора рођеног у Пољској, Јана Киепура, који је глумио у неколико корнголдовских опера у Европи.

### Captain Blood(1935)
Године 1935. Warner је питао Корнголда да ли је заинтересован да напише оригиналну драмску ноту за Captain Blood. У почетку је одбио, осећајући да је прича о пиратима ван његовог домета интересовања. Међутим, након што је погледао снимање филма, са новом звездом, Ерол Флин у главној улози, заједно са Оливијом де Хевиленд, која је дебитовала у филму Сан летње ноћи, променио је мишљење.

Корнголд није имао само позадину, већ је имао и дар мелодије, урођени осећај за позориште и вештину да манипулише осећањима, емоцијама, хумором и узбуђењем. Укратко, ако се Џек Ворнер молио за таквог композитора, онда су његове молитве биле услишене.

историчар филма Тони Томас
Међутим, након што је прихватио, сазнао је да треба да компонује више од сат времена симфонијске музике за само три недеље. Кратки временски оквир приморао га је да користи делове симфонија Франца Листа у око десет процената партитуре. И не желећи да преузме заслуге за целу филмску ноту, инсистирао је да његова заслуга буде само за „музички аранжман”.
Captain Blood је одмах постао хит, номинован за Оскара. Као прва Корнголдова у потпуности симфонијска филмска партитура, то је представљало прекретницу у његовој каријери, пошто је постао први композитор међународног раста који је потписао уговор са филмским студијем. Такође је покренуо Флинову каријеру и дао је велики подстицај Оливији де Хевиленд, која је снимила још седам филмова са Флином. Корнголд је снимио још шест филмова у којима глуми Флин. Поред тога, Captain Blood отворио је пут и другим костимираним, романтичним авантурама, које нису виђене од тада.

### Anthony Adverse(1936)
Након што је постигао Anthony Adverse, још једну Warner слику, у којој глуме Фредрик Марч и Оливији де Хевиленд, Корнголдова каријера у Холивуду брзо се развијала. Филм који је смештен у средину 18. века у Италију, Алпе и Француску, добио је скуп третман од Warnerа, што га је изузетно обрадовало.
Овај филм првих пола сата садржи континуирану филмску музику, што се показало великим кораком у филмској уметности. Корнголду је додељена прва награда Оскар.

### Авантуре Робина Худа(1938)
Корнголд је 1938. дириговао оперу у Аустрији када га је Warner замолила да се врати у Холивуд и компонује партитуру за Авантуре Робина Худа (1938), у којој су глумили Ерол Флин и Оливији де Хевиленд. Филм заснован на углавном измишљеној енглеској легенди сматра се најбољим те врсте, са континуираном серијом романтичних и авантуристичких секвенци које покреће Корнголдова динамична партитура. Историчар музике примећује да је много фактора допринело у остварењу филма, укључујући глумачку поставу, фотографију и брзу режију Мајкла Кертиза, али највише је славна музика Корнголда. Историчар филма Руди Белмер описује Корнголдов допринос овом и другим филмовима: „Корнголдов резултат је био сјајан. Његов стил за подсећа на стил стваралаца песама са немачког симфонијског тона с краја деветнаестог и почетка двадесетог века. Укључивао је хроматске хармоније, бујне инструменталне ефекте, страсне врхунце, све изведено на генерално романтичан начин. На Корнголдов оригинални и препознатљив стил утицали су Warner лајтмотив, оркестрална виртуозност Рихарда Штрауса, деликатност и широка мелодична замашност Пучинија и дугогодишњи развој Густава Малера”.
Пре него што је Корнголд почео да компонује партитуру, Аустрију су напали Немачка и анектирали нацисти. Његов дом у Бечу нацисти су одузели. И пошто је то значило да су сви Јевреји у Аустрији сада у опасности, Корнголд је остао у Америци до краја Другог светског рата. Корнголд је приметио да му је прилика да састави партитуру The Adventures of Robin Hood спасила живот.
Такође му је додељена друга Оскарова награда за најбољу оригиналну ноту и успоставио је симфонијски стил који ће се касније користити у акционим филмовима током холивудског Златног доба. Модерни епови као што су Ратови звезда и трилогије Индијана Џоунс слично су укључивали оригиналне симфонијске партитуре. Композитор Џон Вилијамс навео је Корнголда као инспирацију у постизању бодова Ратова звезда.

### Juarez(1939)
Био је заинтересован да напише партитуру за Juarez, јер је то укључивало историјске личности из Мексика и Аустрије. Бавио се мексичким политичарем Бенитом Хуарезом, али укључио је и причу о надвојводи Максимилијану I од Мексика и његовој супрузи Карлоти. Дирнула га је истинита прича о томе како је Наполеон III Бонапарта, видећи Америку која је била захваћена грађанским ратом, искористио ту чињеницу и покушао 1864. године да контролише Мексико. За његовог цара именовао је Максимилијана.
Након што су Сједињене Америчке Државе захтевале да се Француска одриче својих интереса у Мексику, аустријски аристократа је препуштен својој судбини, а влада Хуареза га је погубила. Драматични акценат филма нагињао је Максимилијану и Карлоти.
Корнголд је истраживао музику популарну у Мексику у то време и схватио да она није мексичка, већ „непогрешиво бечка”. За партитуру је компоновао 3000 музичких тактова, повремено опонашајући ритмове Фредерика Шопена и Франца Шуберта, а друга тема првог дела његовог концерта за виолину извучена је из његовог дела за филм. Максимилијан и Карлота су волели мексичку песму La Paloma, а Корнголд ју је ефикасно користио током партитуре.

### The Private Lives of Elizabeth and Essex(1939)
Поново је номинован за свој The Private Lives of Elizabeth and Essex. Партитура је у основи оперска, са бујном музиком у позадини, узбудљивом маршевском темом за Есекс (Ерол Флин) и једном од његових „најплеменитијих и најјуначнијих мелодија” за Елизабет (Бети Дејвис). Корнголд је признао да је своје филмске партитуре замишљао као „опере без певања”. Од филма сат и по, сат времена поткрепљује партитура, састављена од богатих драмских и романтичних тема.
Одлучио је да не користи музику из било ког периода или да приближи музичке звуке 16. века, објашњавајући: „Љубав и мржња два главна лика, идеје које је драмски писац изразио генерално, иако су преузете из историје, симболичне су. То је игра вечно истинских принципа и мотива љубави и амбиције, који се данас понављају као и пре триста година”.
Резултат се концентрише на краљевску главну титулу, тријумфални марш уласка Есекса у Лондон, краљичину тему и рекапитулацију те теме у крајњим насловима.

### The Sea Hawk(1940)
The Sea Hawk је био последњи Корнголдов филм о преварама, у којима је све глумио Ерол Флин. Сматра се једним од најбољих Корнголдових филмова. Трајао је два сата и шест минута и био је један од најдужих филмова на којима је икада радио. Укључује симфонијски резултат за све осим двадесет минута. То је уједно била и његова десета оригинална оцена за мање од шест година.

### The Sea Wolf(1941)
Корнголдова филмска каријера, оцењујући The Sea Wolf, према роману Џека Лондона, кренула је у другом смеру. У овом филму партитура одражава злу атмосферу, мрачне слике и напете емоције посаде током несрећног путовања. Едвард Џи Робинсон, као Волф Ларсен, глуми измученог и бруталног капетана којег ривалски брод осакати.
Да би подржао сложену атмосферу, Корнголд је својим сценама пловидбе прекривене маглом створио партитуру која је била подцењена, а која се веома разликовала од његових лакрдијаша. Историчар музике примећује неке аспекте партитуре: „Корнголдов резултат за The Sea Wolf није само тиши, већ заправо мрачан и понекад дисонантан. Тема отварања приказује хаос дивљине на северу, али ускоро се чини да је партитура обавијена маглом (као и ликови) и све постаје суморно и узнемирујуће”.

### Kings Row(1942)
Резултати за Kings Row упоређивани су са резултатима филмова попут Прохујало са вихором и Anthony Adverse, који су такође имали моћне мотиве. Те су се приче заснивале на најновијим најпродаванијим романима, као и Kings Row. У овом резултату, Корнголд се још више удаљио од својих претходних романтичних и преварантских стилова. Ово је била Корнголдова најготскија филмска партитура и филм којег је историчар филма Тони Томас назвао „истинским америчким класиком”. Додаје да је партитура „можда била основа за оперу или величанствену симфонијску песму”.
Радња је смештена у средњозападни амерички град, где ликови приказују широк спектар психолошких емоција, од љубави и мржње, горчине, нежности и мука. У комбинацији са Корнголдовим резултатом, који је један од његових најбољих захтева, филм је привукао необично висок ниво јавног интереса и похвале. Његов глумац, Роналд Реган, сматрао је да је његов наступ најбољи у каријери.
Партитура садржи главну тему која варира током филма, у зависности од тога како се свака сцена развија. Макдоналд наводи да је главна тема „величанствена и племенита мелодија која одмах привуче пажњу гледаоца када филм започне”. Користећи овај мотив, тема повезује целу партитуру, што је често оставило снажан утицај на гледаоце.
Британски композитор Харолд Траскот, који је филм гледао када је имао 28 година, писао је Корнголду дивећи се партитури. Филм је гледао више од тридесет пута само да би чуо партитуру, понекад и потпуно затворених очију.

### Касније партитуре: 1943—1956.
Kings Row пратили су The Constant Nymph (1943), Between Two Worlds (1944), Devotion (1946), Of Human Bondage (1946), 'Deception' (1946), Escape Me Never (1947), Adventures of Don Juan (1948) и Magic Fire (1956). За Magic Fire замољен је да прилагоди музику Рихарда Вагнера за филмску биографију композитора. Корнголд је написао оригиналну музику за филм, а током последњих сцена виђен је у ненајављеној камеји као диригент Ханс Рихтер.
Будући да га је Други светски рат спречио да се врати у Европу, боравио је у САД након повлачења из филмског компоновања 1947. године. Последњих десет година живота провео је компонујући концерте, укључујући виолински концерт, симфонијску серенаду за гудаче, концерт за виолончело и симфонију. Концерт за виолину постао је посебно успешан, са многим снимцима и наступима који су уследили након почетне верзије. У време своје смрти, радио је на својој шестој опери.

## Композиционе технике и стил
Театрално је приступио свом бодовању и могао је писати само филмске сценарије оперским либретама. Због тога је више волео да пише лајтмотиве за сваког од главних ликова у филму и варира их на основу емоционалног нивоа сцене. Сматрао је да ће им то што ће имати „музичке идентификације ликова, места, па чак и апстрактне идеје у филму” помоћи да ликови истоветни са умом публике. Музички мотиви су у то доба често користили други филмски композитори, укључујући Макса Штајнера.
На пример, током Captain Blood, креирани су мотиви за фазе пиратске каријере користећи различите инструменте. Чуле су се варијације неке врсте месинганих инструмената, на пример када се брод спрема за путовање, или како би се пружила свечаност нечије смрти. Потпуно понављање мотива резервисано је за климатску сцену битке. Утицај партитуре за Captain Blood натерао је Џина Роденберија, творца Звездане стазе, да свом композитору каже да тај филм користи као архетипски пример врсте звука који је желео за своју серију.
Корнголд је компоновао увече док је био за клавиром, док је гледао сцене из филма које би му доделио пројекциониста. Понављао је сцене док је импровизовао музику. Сакупљао би своје идеје и концепте и касније их стављао на папир.
Током година бављења филмовима, још увек је компоновао нека нефилмска дела, попут Passover Psalm, за хор и оркестар (1941); Tomorrow When You Have Gone, за хор и оркестар (1942) и Prayer, за хор и оркестар (1942). Године 1946. компонује оперу Die stumme Serenade, коју снима приватно у нади да ће привући интересовање за потпуну продукцију. На никад објављеном приватном снимку чује се како бруји док је свирао клавир.
Преко дана је у студију радио са оркестраторима, попут Хуга Фридофера, са којим би правио сложене скице којима би тачно назначио шта је желео. Једном му је рекао да осећа да је Tosca најбоља филмска партитура икада написана. Са заседањем оркестра, Корнголд би дириговао.

## Наслеђе
Упркос својим достигнућима, Корнголд годинама није привлачио готово никакву позитивну критичку пажњу, већ знатни критички презир. Потом је 1972. RCA Records издао The Sea Hawk, који садржи одломке из Корнголдових филмских дела у извођењу националне филхармоније. Уследила су снимања Корнголдових опера и концертних дела, што је довело до извођења његове симфоније у Ф-дуру и концерате, као и других композиција.
Амерички филмски институт рангирао је Корнголдов The Adventures of Robin Hood на 11. место на њиховој листи највећих филмских резултата. На листи су номиновани:
- Deception (1946)
- Kings Row (1942)
- The Private Lives of Elizabeth and Essex (1939)
- The Sea Hawk (1940)

Даље признање стигло је 1990-их; готово истовремено су се појавиле две његове пуне биографије. Једна је Џесика Духен, Erich Wolfgang Korngold, други Erich Korngold: The Last Prodigy. Карол је председник међународног друштва Корнголд. Објавио је одломке ацетата са Корнголдом који је дириговао оркестром Warner Bros, музиком из својих филмских дела, а неки су можда преузети из радио емисија KFWB.
Музички фестивал Бард прославио је 2019. Корнголдове представе, предавања и публикације Korngold and His World, коју су уредили Данијел Голдмарк и Кевин Карнс. Поред тога, Бард је спонзорисао прву америчку продукцију Das Wunder der Heliane, више од деведесет година након њеног тешког дебија.

## Радови

### Снимци
- Године 1973. Warner Bros је објавио специјалне ЛП-ове са одломцима оригиналних музичких записа филмова које је постигао Корнголд, као и ретки његов снимак како свира главну тему из Kings Row на клавиру.
- Korngold: The Sea Hawk / The Private Lives of Elizabeth and Essex / Captain Blood / The Prince and the Pauper[26][27]
- Радио емисија KFWB из 1938. године са Корнголдом који је дириговао студијским оркестром у одломцима из The Adventures of Robin Hood
- Године 1975. Die tote Stadt[28]

### Дигитални снимци
- Концерт за виолину и његова симфонија 2013. године.[29][30]
- Година 1975: Die tote Stadt, у Немачкој.[30]
- Година 1980, опера Violanta, поново објављен 2009.[31]
- Година 1993, Das Wunder der Heliane.
- Der Ring des Polykrates[32] и Die Kathrin.[33]
- Амерички диригент-пијаниста Александер Фреј снимио је комплетна Корнголдова оригинална клавирска дела.[34]
- Година 2001, Erich Wolfgang Korngold – The Adventures of a Wunderkind.[35]
- Концерт за виолину снимили су 2006. године, албум награђен Греми наградом.[36]
- Much Ado About Nothing, Op. 11, 2008 CD.
- Година 2009, Much Ado About Nothing.[37]
- Година 2013, Diapason.

### Изабрана дела
- Piano Sonata No. 1 in D minor with concluding passacaglia (компоновано 1908; прво извођење 1908/09)
- Piano Trio in D major, Op. 1 (компоновано и прво извођење 1910)
- Piano Sonata No. 2 in E major, Op. 2, in four movements (компоновано 1910; прво извођење 1911)
- Schauspiel-Ouvertüre (Overture to a Play), Op. 4 (компоновано и прво извођење 1911)
- Sinfonietta, Op. 5 (компоновано 1912, прво извођење 1913)
- Violin Sonata in G major, Op. 6 (компоновано 1912; прво извођење 1916)
- Der Ring des Polykrates, Op. 7 (опера) (1916)
- Violanta, Op. 8 (опера) (1916)
- String Sextet in D major, Op. 10 (прво извођење 1917)
- Much Ado About Nothing, Op. 11 (компоновано 1918–1919, прво извођење 1920)
- Die tote Stadt, Op. 12 (опера) (1920)
- Sursum Corda, Op. 13 (компоновано 1919, прво извођење 1920)
- Quintet for two violins, viola, cello and piano in E major, Op. 15 (компоновано 1920-2013;21; прво извођење 1923)
- String Quartet No. 1 in A major, Op. 16 (компоновано 1923; прво извођење 1924)
- Piano Concerto in C♯ for the left hand alone, Op. 17, (компоновано 1923, прво извођење 1924)
- Das Wunder der Heliane, Op. 20 (опера) (1927)
- Suite for 2 violins, cello and piano left hand, Op. 23, компоновано 1930; прво извођење 1930
- Piano Sonata No. 3 in C major, Op. 25 (компоновано 1931; прво извођење 1932)[38]
- String Quartet No. 2 in E♭ major, Op. 26 (компоновано 1933; прво извођење 1934)
- Die Kathrin, Op. 28 (опера) (1939)
- Tomorrow, Op. 33, филм The Constant Nymph. (прво извођење 1944)
- String Quartet No. 3 in D major, Op. 34 (компоновано 1945; прво извођење 1949)[39]
- Violin Concerto, Op. 35 (компоновано 1945, прво извођење 1947)
- Die stumme Serenade, Op. 36 (1954)
- Cello Concerto in C major, Op. 37 (компоновано 1950, 1946 филм Deception)
- Symphonic Serenade in B♭, Op. 39 (компоновано 1947–48, прво извођење 1950)
- Symphony in F♯ major, Op. 40 (компоновано 1947–52, прво извођење 1954)
- Theme and Variations, Op. 42 (компоновано и прво извођење 1953)